# Hradební ochoz

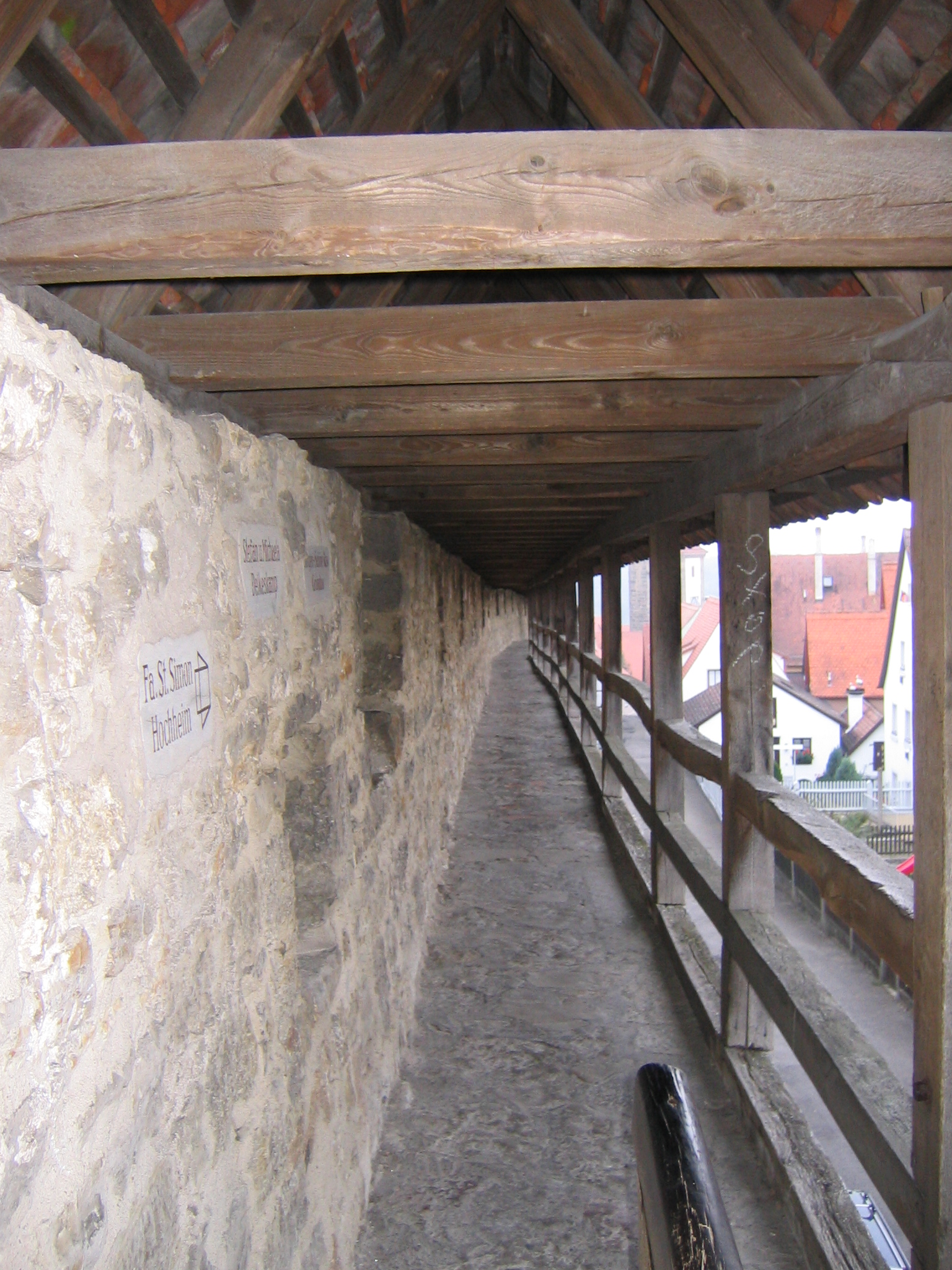
Ochoz městských hradeb, Rothenburg ob der Tauber

Hradební ochoz je komunikační prvek fortifikačních staveb umísťovaný v nejvyšší části hradeb nebo obranných věží. Umožňuje obranu v každém místě opevnění a snadný přesun obránců na napadené místo. Ochoz je hlavní obrannou linií při tzv. pasívní obraně, při které se obránci spoléhají na nepřekonatelnost hradební zdi.

## Ochoz jako zakončení hradební zdi
Pokud byly budované hradební zdi dostatečně široké, takže umožňovaly bezpečné míjení dvou mužů, potom byl ochoz prostým zakončením hradební zdi. Ochranu obránců zajišťoval parapet, (předprseň) na vnější straně zdi. Zpočátku byl plný, později se začalo užívat cimbuří, u kterého mohl střelec mezerou (prolukou) lépe mířit a byl při tom dostatečně chráněn zdí (stínkou). U zdí se střední tloušťkou mohl být ochoz umístěn na slepých arkádách. Podpěrné pilíře oblouků arkád navíc hradební zdi významně zesilovaly.
S nástupem palných zbraní se objevila nutnost ochránit střelný prach před deštěm a proto se ochozy začaly zastřešovat. Ochozy pevnostních hradeb se rozšiřovaly tak, aby na nich bylo možné umístit pevnostní děla.
Při přestavbě hradů na zámky ztrácely ochozy postupně svůj obranný charakter a začaly sloužit pouze ke snadné komunikaci.

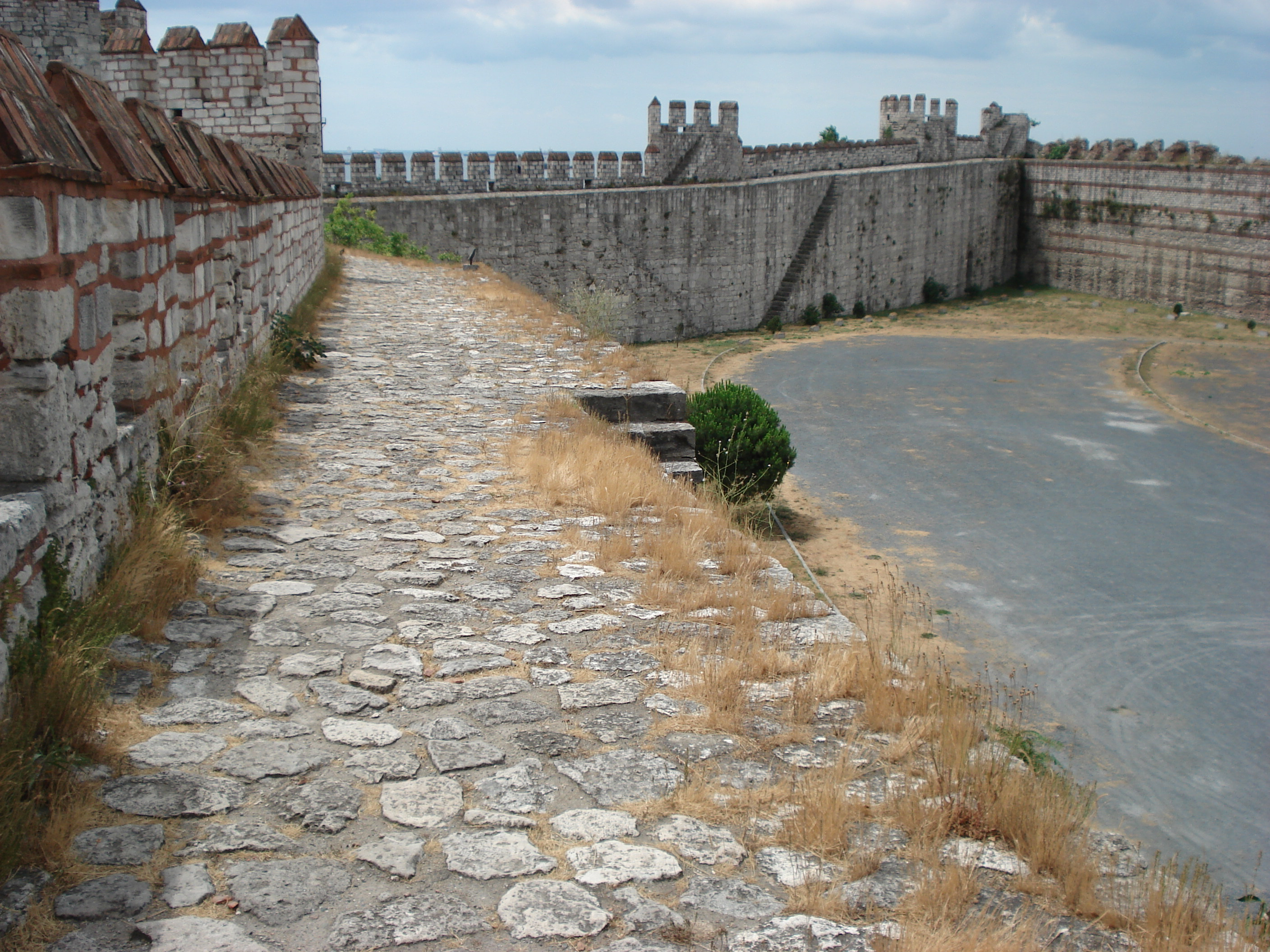
Široké ochozy na Yedikule Hisar, Istanbul
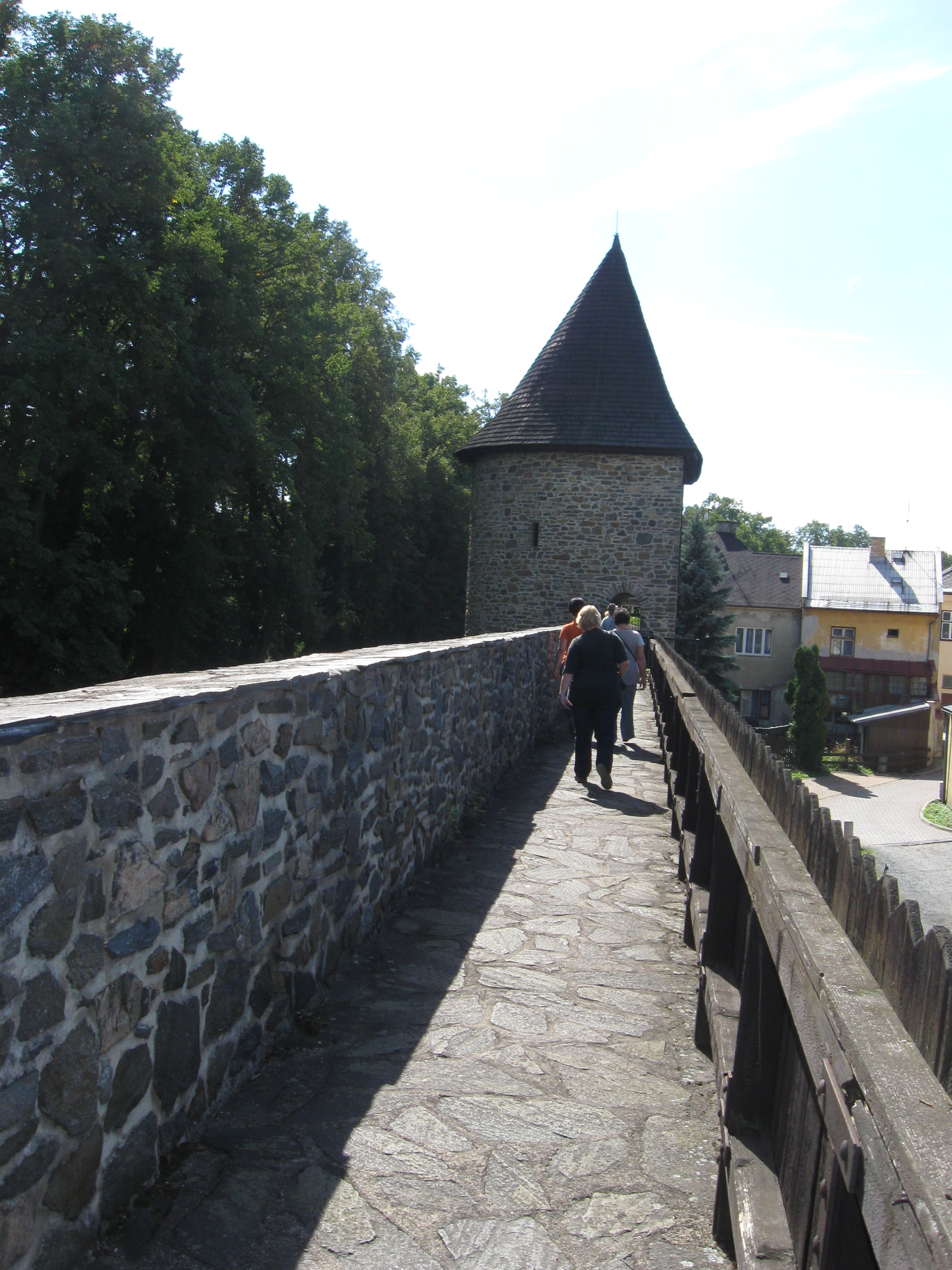
Ochoz s plnou předprsní, Polička
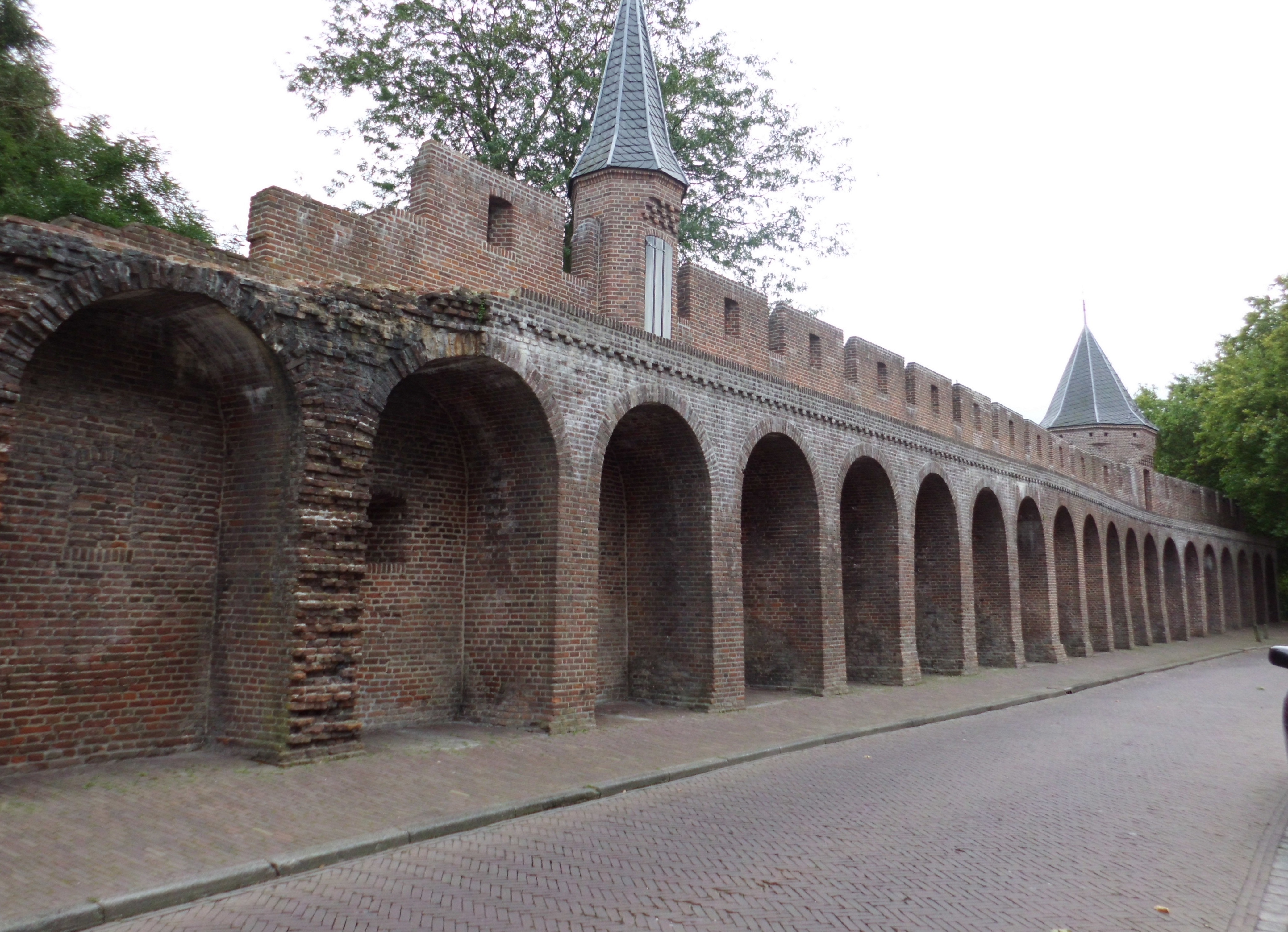
Ochoz na slepých arkádách, Amersfoort
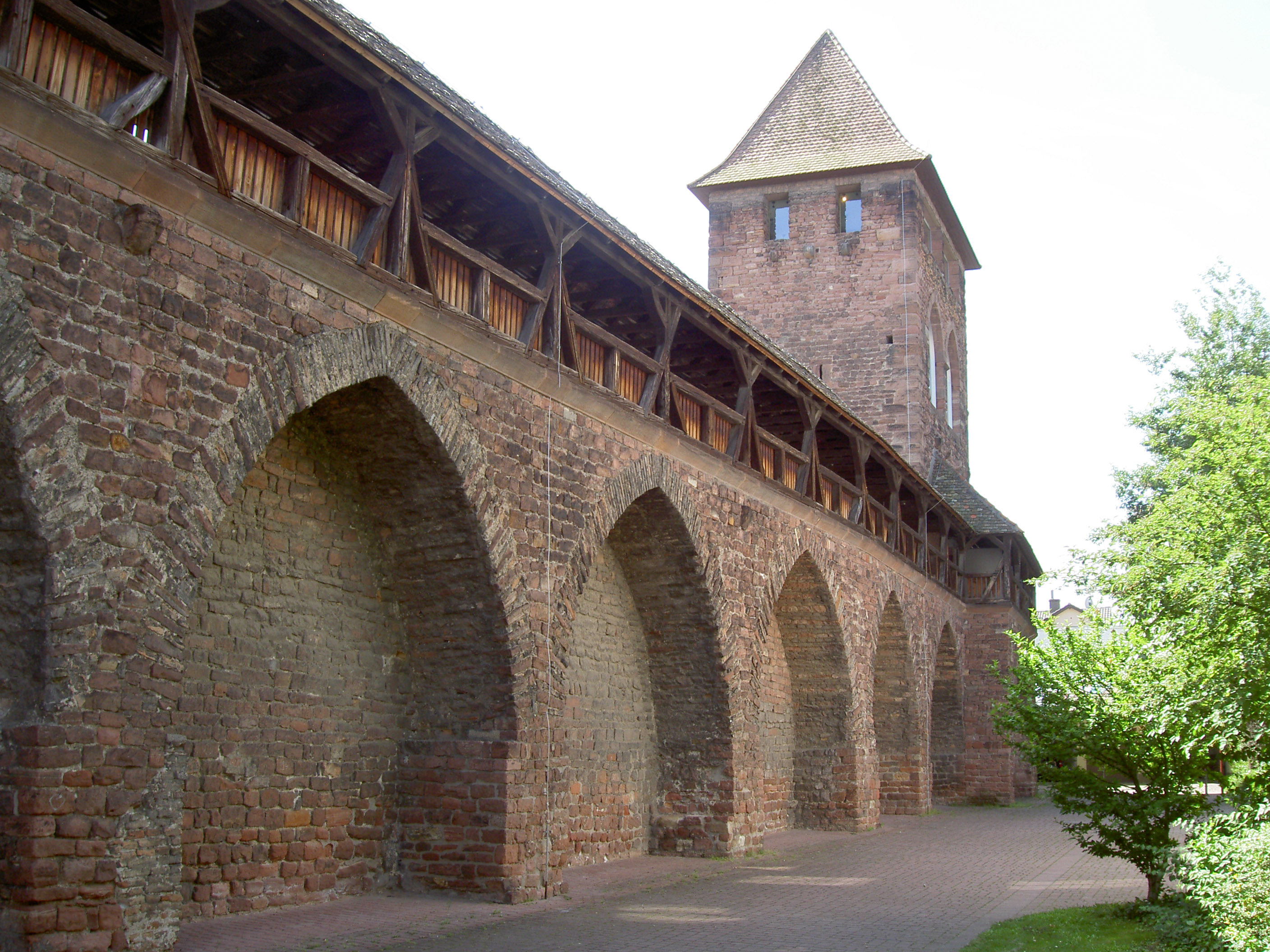
Zastřešený ochoz, Worms
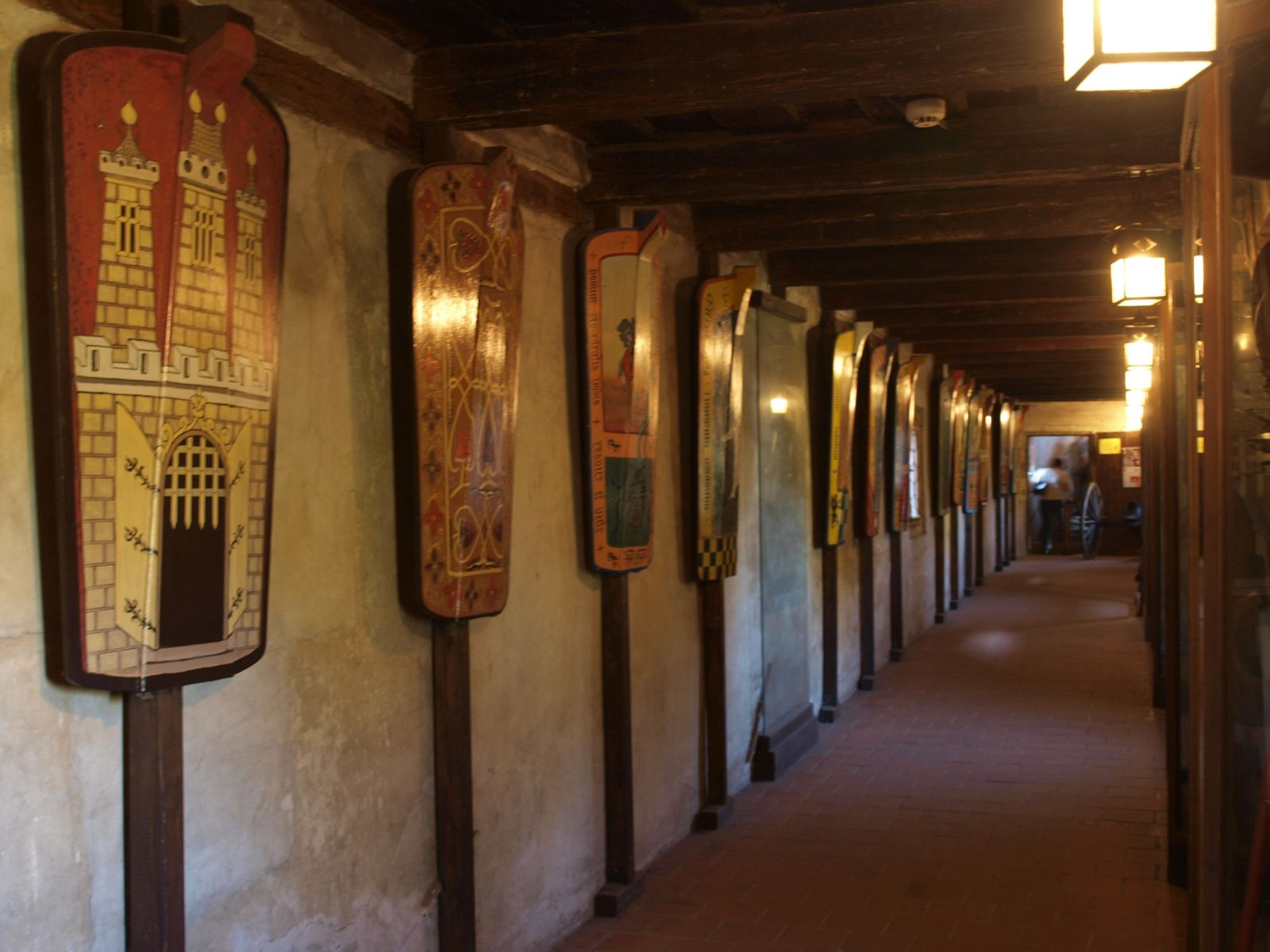
Hradební ochoz nad Zlatou uličkou, Pražský hrad

## Samostatná konstrukce ochozu
Ochoz byl vybudován jako samostatná konstrukce u všech hradeb, jejichž tloušťka nebyla dostatečná a budování nosných oblouků by bylo příliš nákladné nebo zdlouhavé. Dřevěná, nebo hrázděná konstrukce, byla vysazena před vnitřní líc hradební zdi buď na kamenných krakorcích, nebo na dřevěných konzolách.

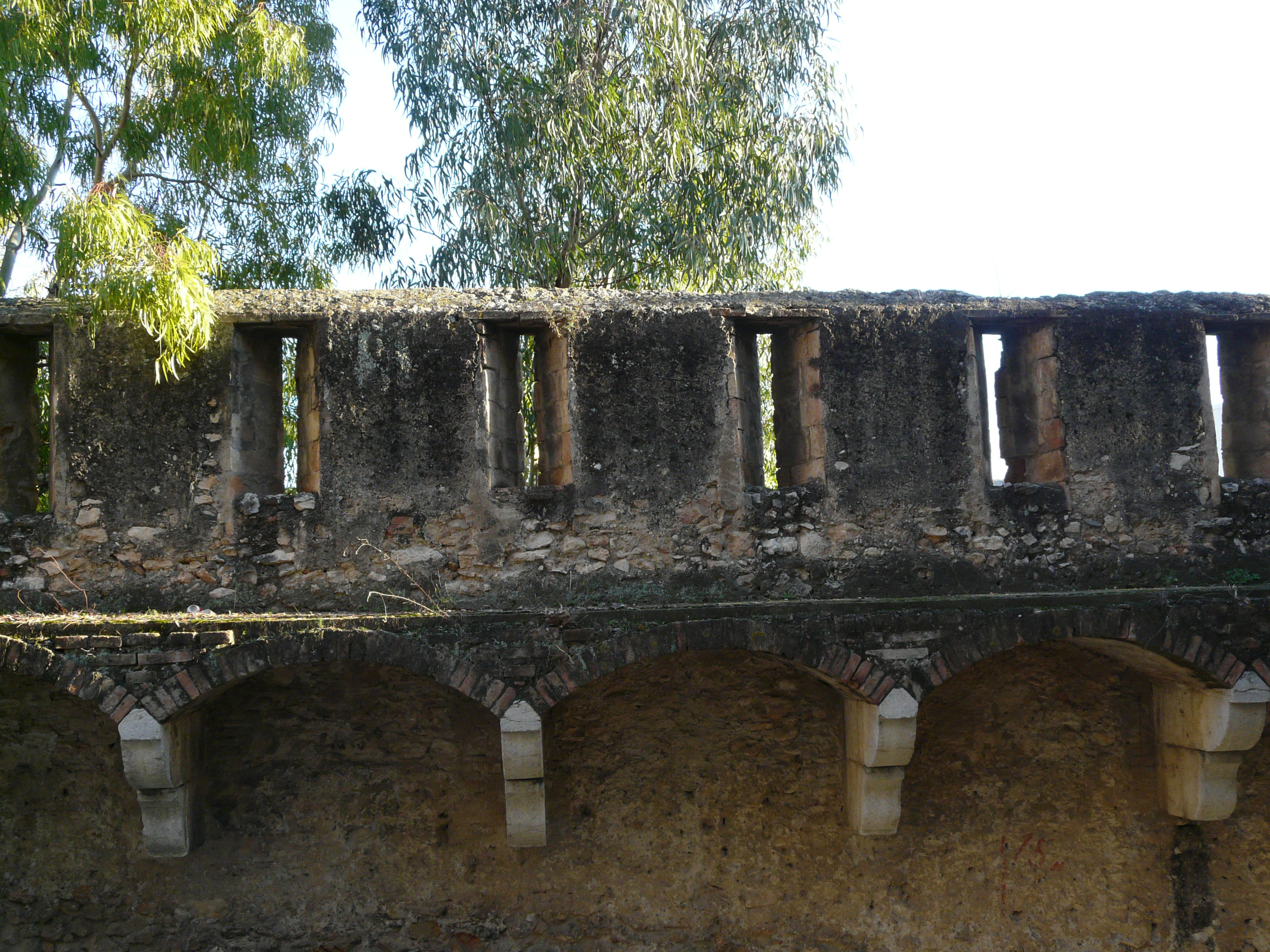
Ochoz na krakorcích, Hrad Suda, Tortosa
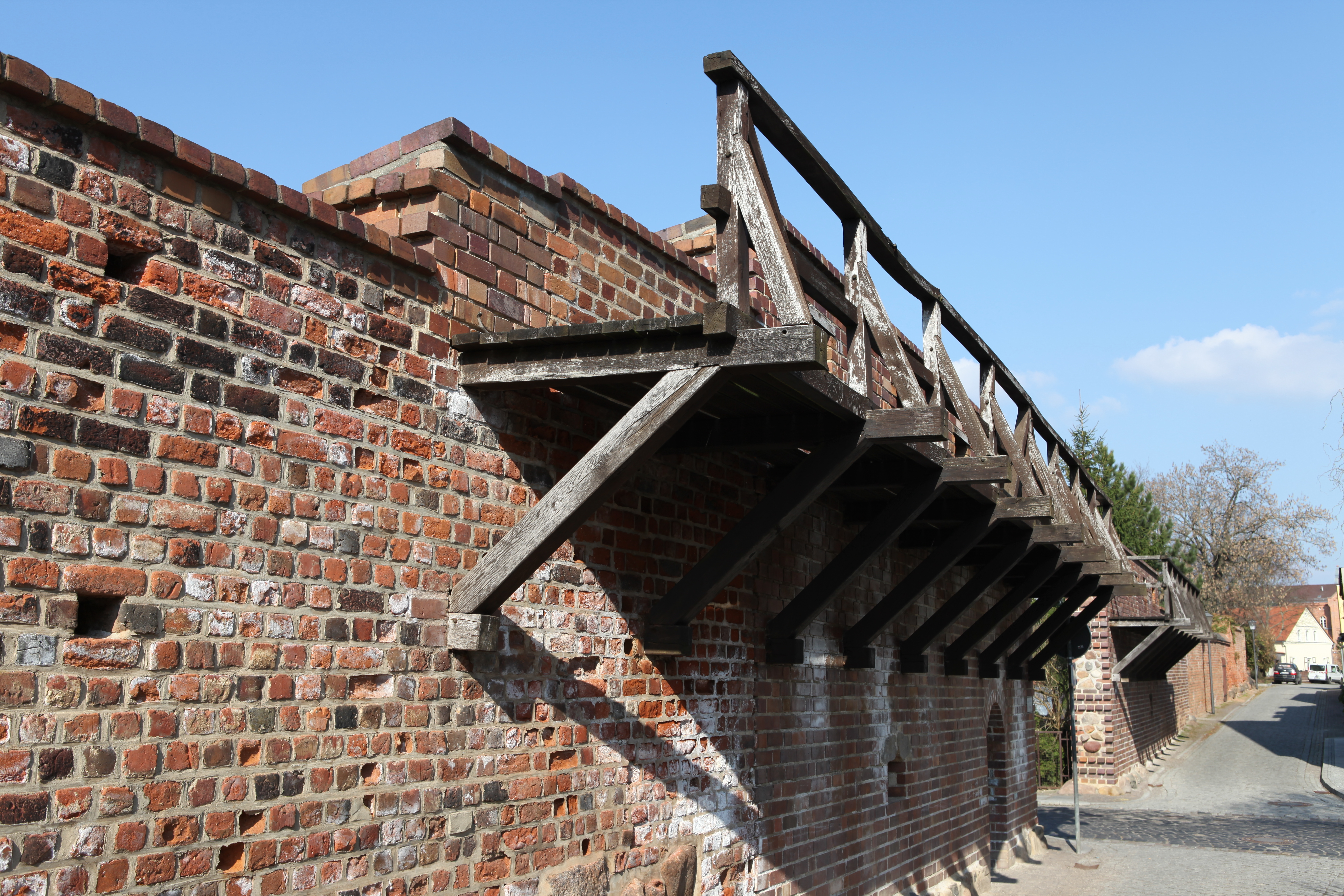
Odkrytý dřevěný ochoz, Delitzsch
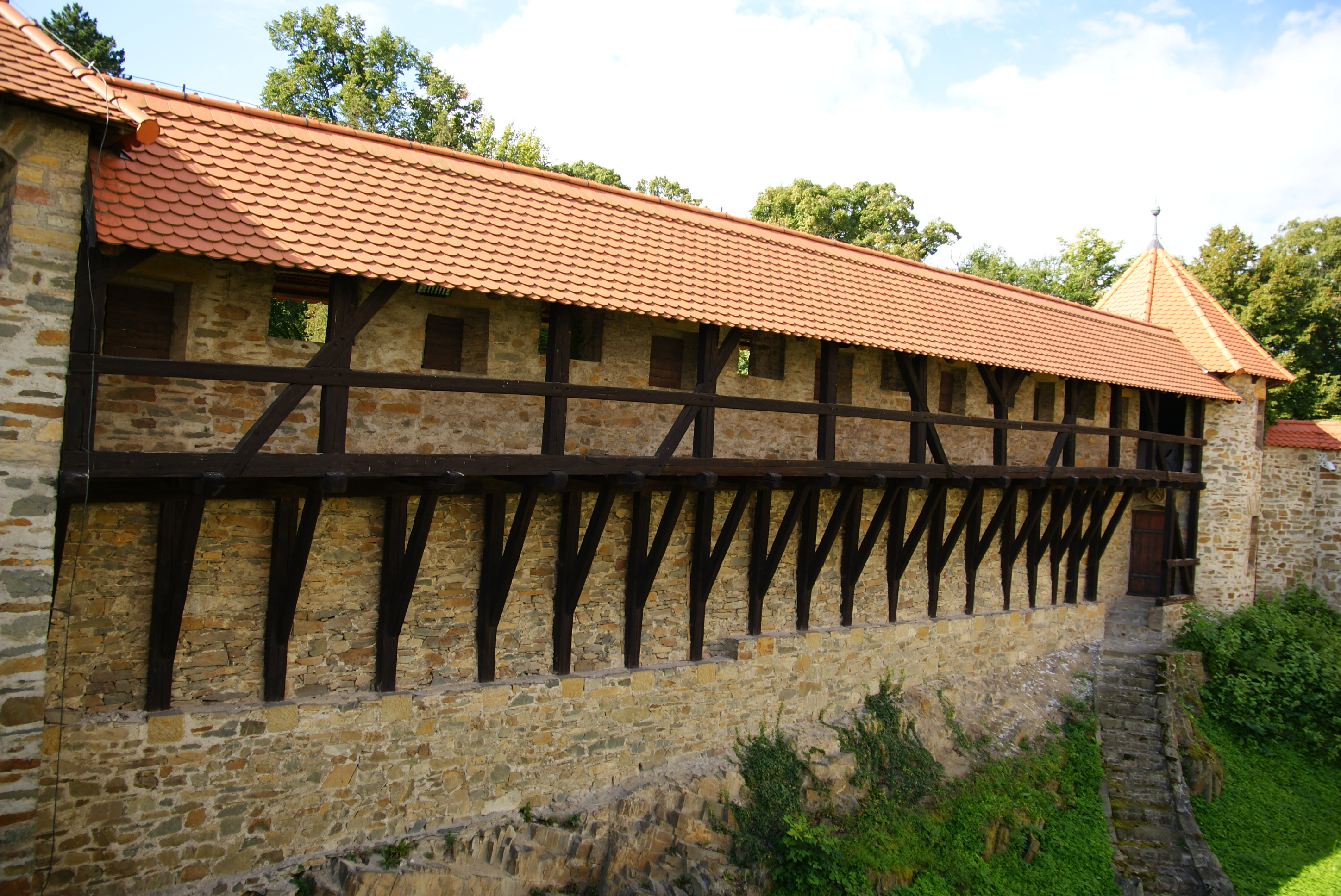
Zastřešený dřevěný ochoz, hrad Bouzov
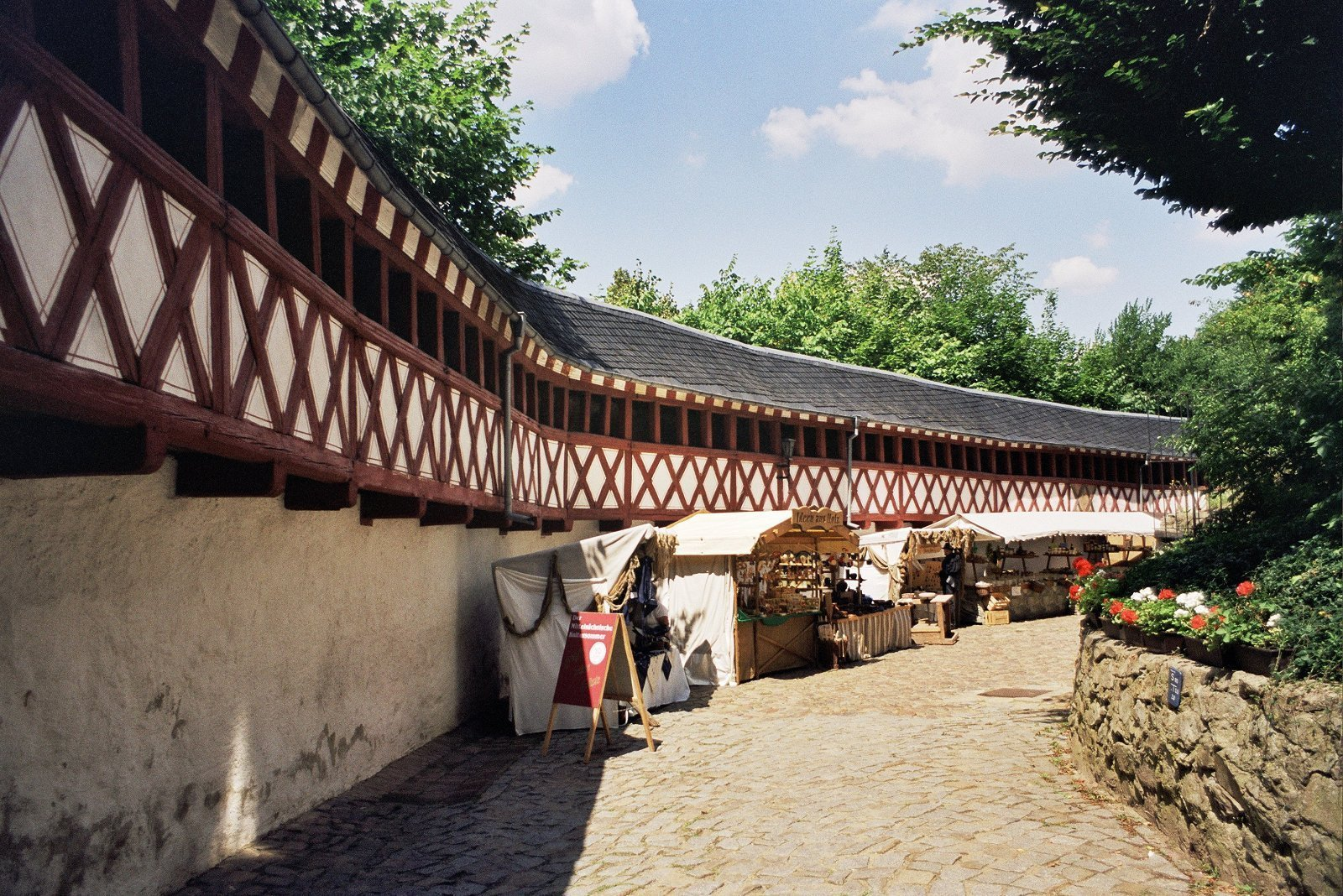
Hrázděný ochoz, zámek Rochsburg, Lunzenau
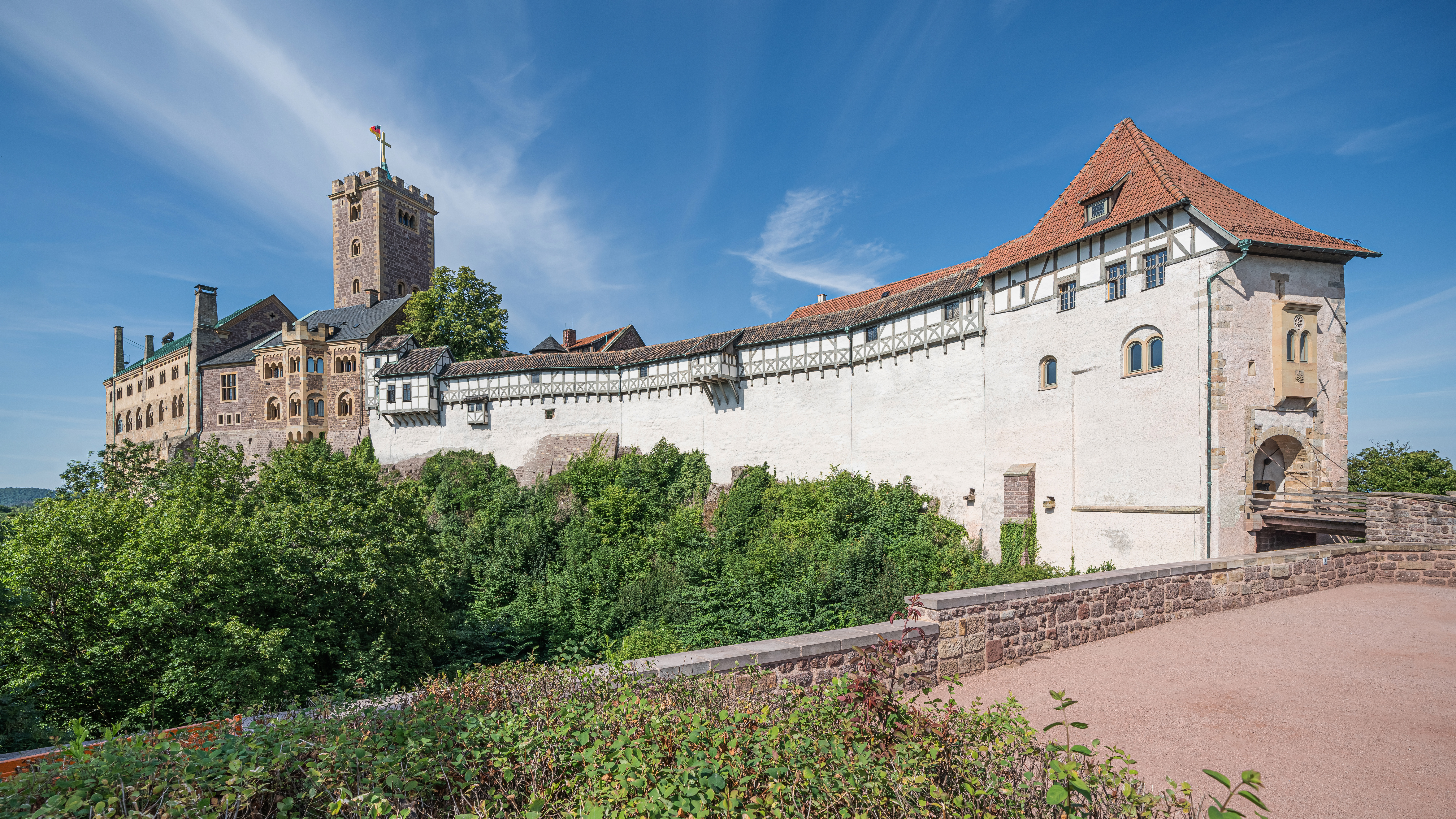
Hrázděná konstrukce ochozu, Wartburg

## Ochoz na vnější straně hradeb
Ochozy umístěné na vnější straně fortifikace umožňovaly obráncům napadat útočníky, kteří pronikli až k patě bráněného objektu.

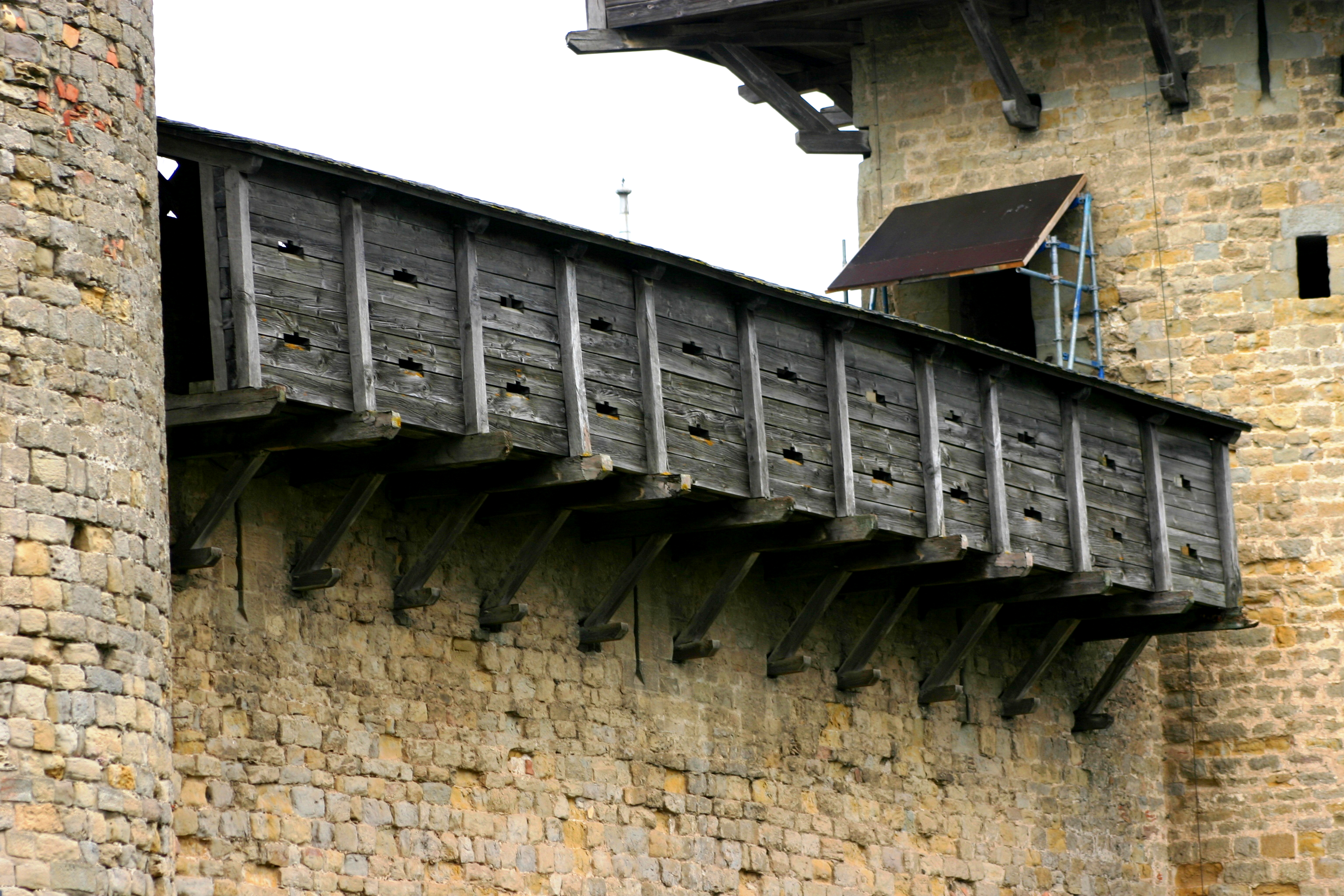
Dřevěné podsebití, Carcassonne
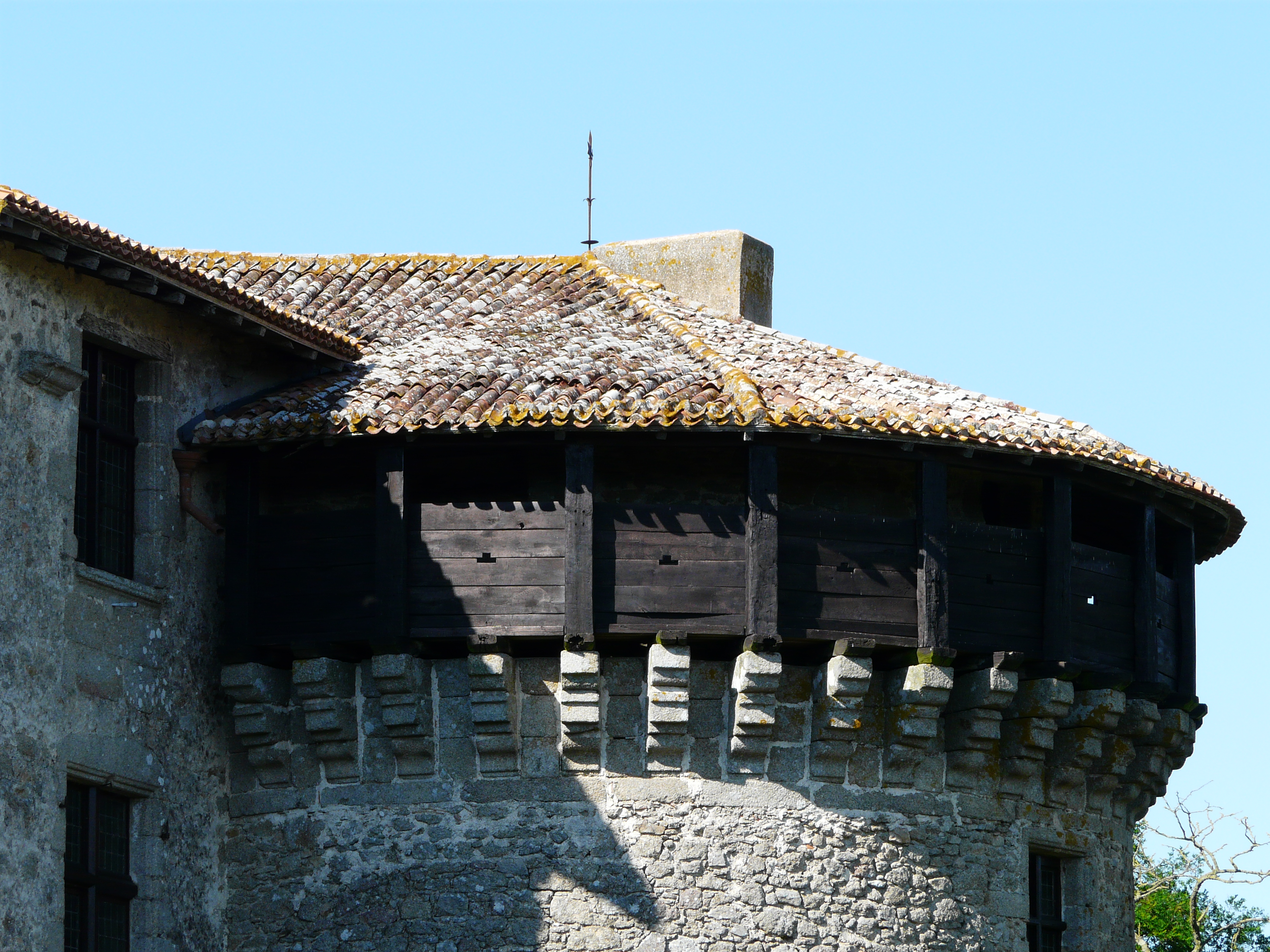
Podsebití na krakorcích, Amailloux
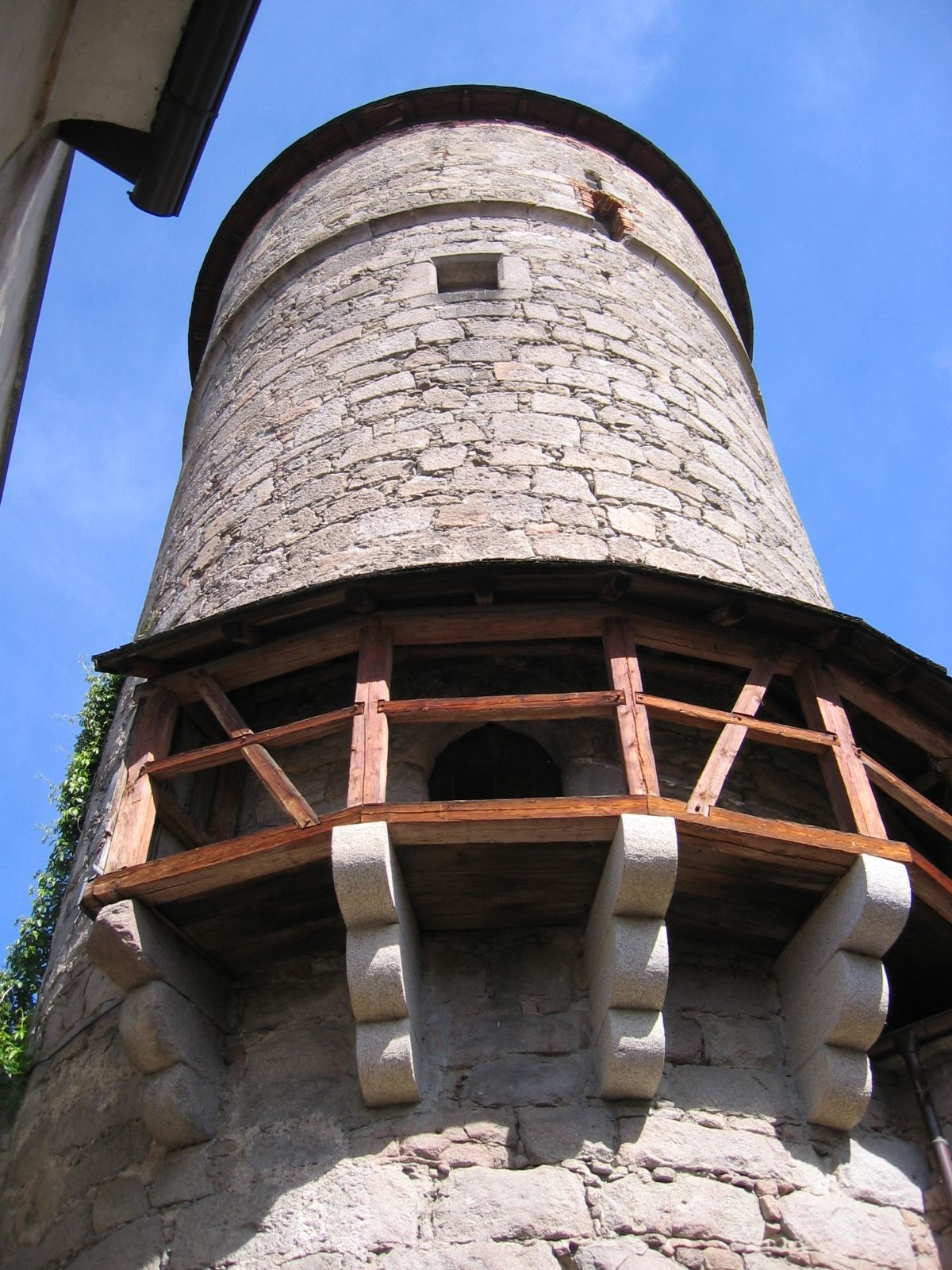
Věž Scheiblingturm, Freistadt
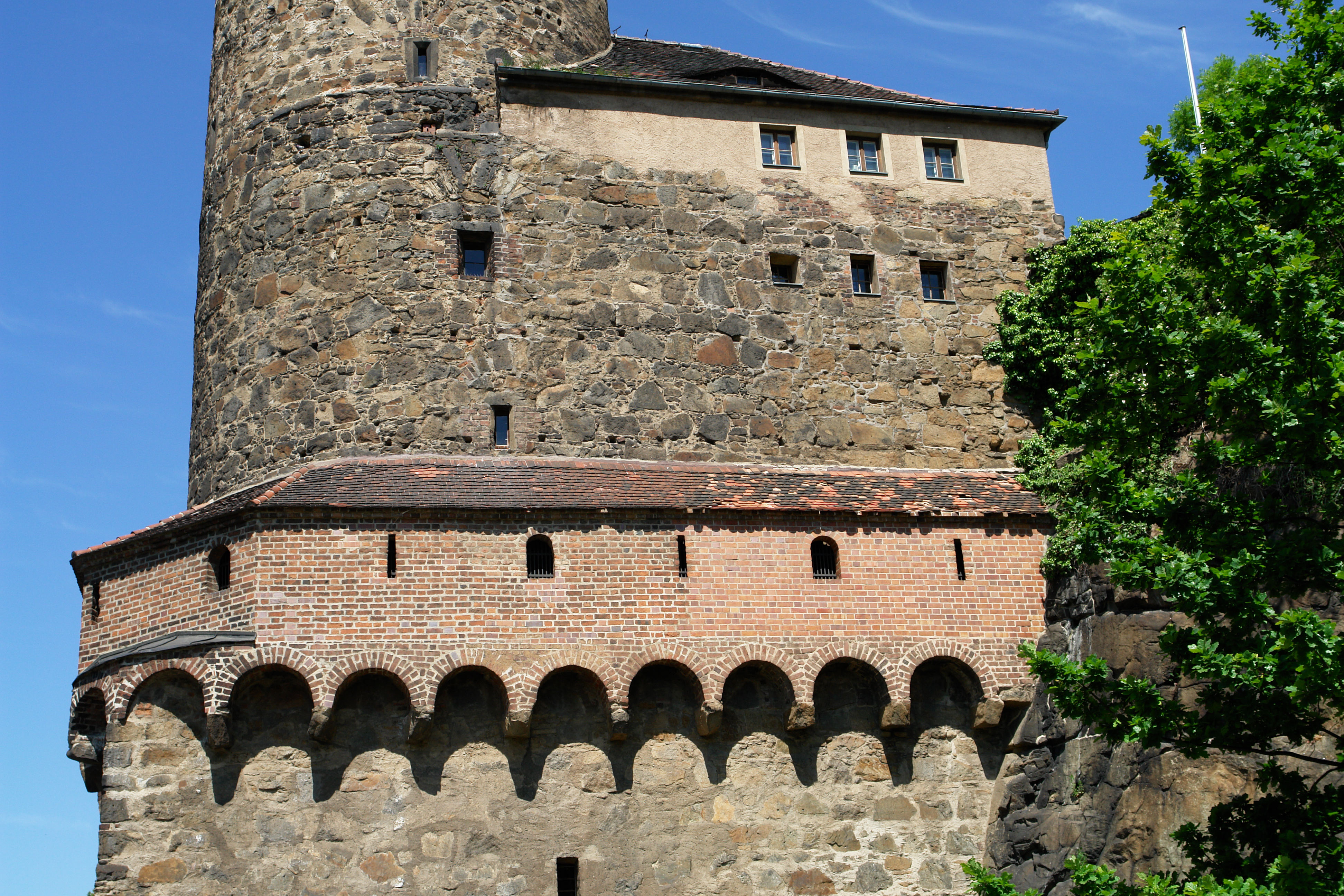
Tzv. Stará vodárna, Budyšín
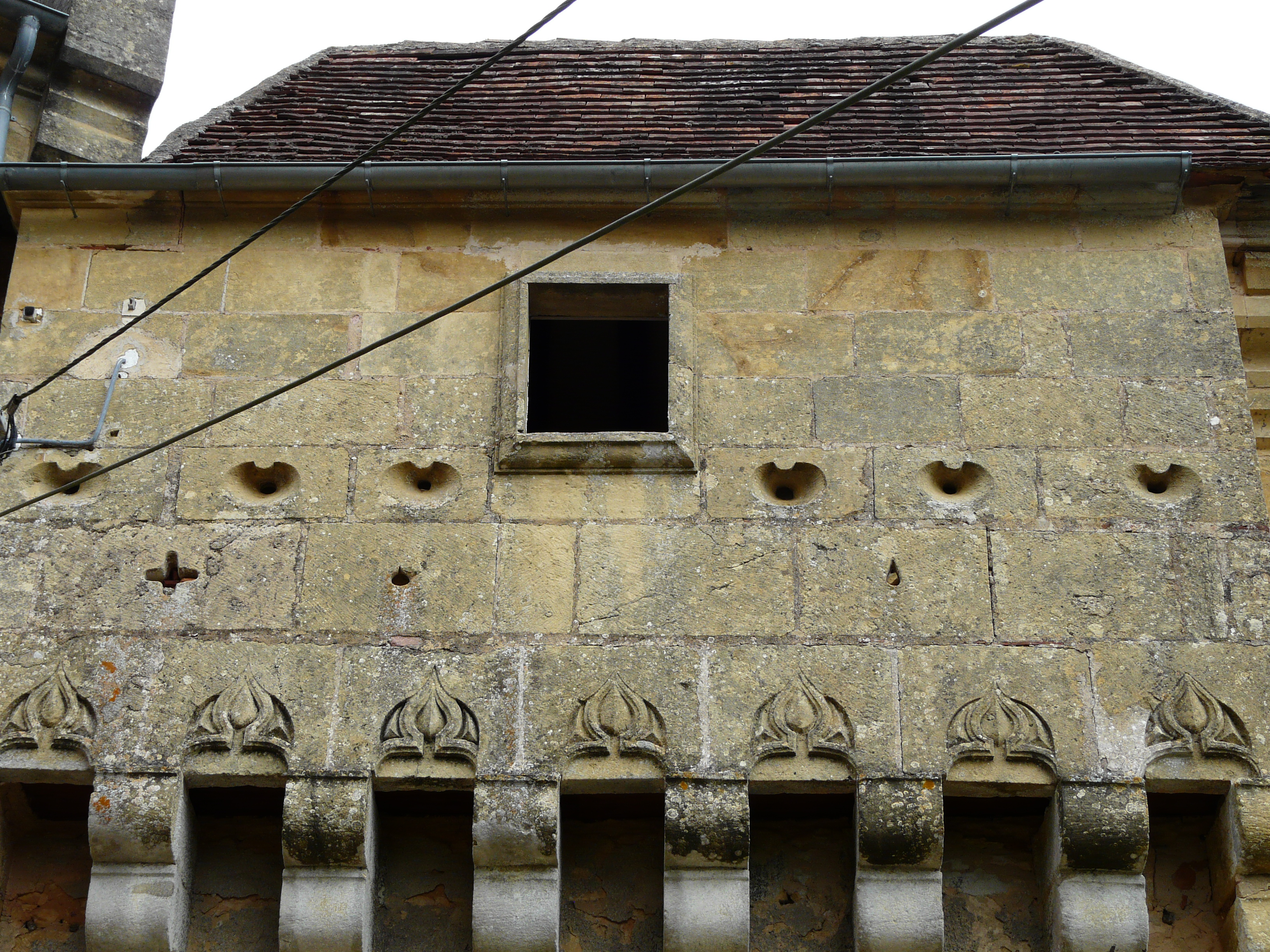
Château de Monsec, Mouzens